# 木村真悠
木村 真悠（きむら まゆ、2月13日 - ）は、日本の女性声優。埼玉県出身。青二プロダクション所属。

## 略歴
声優になろうと思ったきっかけは人間ではないキャラクターになれることや、陰で頑張っている魅力がある職業だと思ったことから。そのきっかけの作品に『SKET DANCE』を挙げている。
高校を卒業後、アミューズメントメディア総合学院に入学。同企業卒業後、青二プロダクションにジュニアとして所属。

## 人物
趣味にはエナジードリンクのプルタブ収集と料理をそれぞれ挙げている。特技には歌唱を挙げている。資格・免許は剣道初段、全商簿記2級。

## 出演
太字はメインキャラクター。

### テレビアニメ
2017年
- あめこん!!

2019年
- ゾイドワイルド（村人女性）
- ゲゲゲの鬼太郎（第6作）（若い女）

2020年
- アサティール 未来の昔ばなし（町人）

2021年
- デジモンゴーストゲーム（2021年 - 2022年、女子高校生、女子大生、彼女、女性客、ユキダルマモン 他）
- ちびまる子ちゃん（生徒A）
- テスラノート（少年オリバー）

2024年
- キン肉マン 完璧超人始祖編（チロ）

### ゲーム
- モンスターストライク（2017年 - 2025年、カビカビーズ[1]、ケロン〈獣神化以降〉[1]、ネオン[1]、阿修羅廻[1]、戊戌シバミィ〈お供の白犬〉[1]、ジュリエット〈獣神化以降〉[1]、アリナ[1]、サンダルフォン[1]、サンクチュアリ・ドラゴン〈神化以降〉[5]、スピカ〈獣神化以降〉[4]、ケロンα[6]、ミス・サンクチュアリ・ドラゴン[6]、ペンペンファイターズ[7]）
- 鬼ノ哭ク邦（2019年）
- ゴエティア（2019年、アウトテート）
- ゴエティアクロス（2019年、ビヒモス[8]）
- けものフレンズ3（2021年、メキシコサラマンダー[9]）
- ポラリスコード（2023年、大海嘯オルカ[10]）
- キュービックスターズ（2023年 - 2024年、ジュリエット[11]、サンダルフォン[12]）
- ORE'N（2024年、デメラ[13] / 悪魔デメララ[14] / 魔王デメララ[15]、デメラソレラ[16]）

### デジタルコミック
- キセキのローレライ（歌川喜世[17]）
- ディアティア（諏訪環[18]）
- ORE'N MONSTER CHRONICLE ミサンガルート（魔王デメララ[19]）

### 吹き替え
- SPACE WALKER（少年、看護婦、秘書）
- 世界にひとつのロマンティック（ブレンダ）

### ボイスオーバー
- キスマイ超BUSAIKU!?

### その他コンテンツ
- 神酒ノ尊-ミキノミコト-（2018年、福の神 [20])